# (77755) Delémont
(77755) Delémont (2001 PW13) – planetoida z grupy pasa głównego asteroid okrążająca Słońce w ciągu 5 lat i 128 dni w średniej odległości 3,06 j.a. Została odkryta 13 sierpnia 2001 roku w Observatoire Astronomique Jurassien-Vicques. Nazwa planetoidy pochodzi od szwajcarskiego miasta Delémont, stolicy francuskojęzycznego kantonu Jura.